# Камеамеа II
Камеаме́а II (гав. Kamehameha II, 1797 — 14 мая 1824) — второй гавайский король, сын первого короля Камеамеа I.

## Биография
При рождении носил имя Лиолио. Королевой-регентом и соправительницей Камеамеа II была любимая жена предыдущего короля Каауману. В 1820 году на гавайские острова были приглашены американские протестантские миссионеры. При этом короле была отменена старая религия на Гавайях — уничтожались изображения богов, прекращена система табу, отменялись обряды. Противники отмены старой религии восстали, но были подавлены благодаря европейскому оружию в войсках Камеамеа II. Велись торговые отношения с американскими купцами. В его правление архипелаг начал превращаться в китобойный центр в тихоокеанском регионе. Также во всю вывозилось сандаловое дерево. Умер в Англии во время поездки туда. Власть взял его брат Камеамеа III.